# Комплексный план модернизации и расширения магистральной инфраструктуры
Комплексный план модернизации и расширения магистральной инфраструктуры (КПМИ) — один из 13 национальных проектов, утверждённых Правительством Российской Федерации. Проект состоит из двух частей — транспортной (девять проектов) и энергетической (два проекта). Транспортная часть КПМИ предполагает реализацию следующих федеральных проектов: «Европа — Западный Китай», «Железнодорожный транспорт и транзит», «Северный морской путь», «Транспортно-логистические центры», «Коммуникации между центрами экономического роста», «Развитие региональных аэропортов и маршрутов», «Высокоскоростное железнодорожное сообщение», «Внутренние водные пути» и «Морские порты России».
Комплексный план модернизации и расширения магистральной инфраструктуры на период до 2024 года утверждён распоряжением Правительства Российской Федерации от 30 сентября 2018 года N 2101-р (с изменениями). Комплексный план модернизации и расширения магистральной инфраструктуры на период до 2024 года разработан в соответствии с Указом Президента России от 7 мая 2018 года №204 «О национальных целях и стратегических задачах развития Российской Федерации на период до 2024 года».
Энергетическая часть документа включает два проекта: «Гарантированное обеспечение доступной электроэнергией», «Гарантированное обеспечение транспорта нефти, нефтепродуктов, газа и газового конденсата».
КПМИ рассчитан на пять лет реализации, таким образом до конца 2024 года планируется завершить все работы.

## Ответственные за реализацию нацпроекта КПМИ[5]
Кураторы нацпроекта
Марат Хуснуллин, заместитель Председателя Правительства Российской Федерации (в транспортной части).
Александр Новак, заместитель Председателя Правительства Российской Федерации (в части энергетики).
Руководитель нацпроекта
Виталий Савельев, министр транспорта Российской Федерации.
Администратор нацпроекта
Иннокентий Алафинов, первый заместитель Министра транспорта Российской Федерации.

## Финансирование
Объём финансирования нацпроекта составляет 7 трлн рублей. Возможно, бюджет нацпроекта пересмотрят в сторону увеличения, однако пресс-служба Минтранса РФ эту информацию не подтвердила.

## Федеральный проект «Железнодорожный транспорт и транзит»
В целом, на период с 2021 по 2023 годы на развитие Восточного полигона федеральным проектом предусматривались средства в объёме 414 млрд руб., а инвестпрограммой РЖД и того меньше — 391,3 млрд руб. Но в 2020 году, в год коронавирусной пандемии, когда стали обваливаться объёмы погрузки и корпоративные бюджеты начали готовиться к пессимистическим сценариям, со стороны государства было принято решение об увеличении объёмов финансирования Восточного полигона. Причём счёт дополнительным вливаниям пошёл сразу на сотни миллиардов. Своего апофеоза процесс достиг в момент внесения Минтрансом РФ в ноябре 2020 года в проект постановления правительства РФ «О внесении изменений в государственную программу Российской Федерации «Развитие транспортной системы» объёмов финобеспечения, долженствующих, по всей видимости, по максимуму уравновесить возросшие аппетиты целого ряда крупных и политически значимых лоббистских групп, завязанных на Восточном полигоне. Речь тогда шла о 635 млрд руб. на последующие 3 года. Более того, осенью того же года был поднят вопрос о продлении транспортной части КПМИ с 2024 года ещё на 6 лет – уже до 2030 года, с сохранением показателя ключевого индикатора провозной способности в неизменных 182 млн тоннах.
На итоговом правлении РЖД в феврале 2021 г., после череды правительственных совещаний, интенсивность которых резко возросла под конец прошлого года, была обнародована «компромиссная» цифра в 575,4 млрд руб. на период с 2021 по 2023 год включительно. Общий знаменатель в объёме 780 млрд руб. на развитие Восточного полигона до 2024 года был озвучен премьер-министром Михаилом Мишустиным в ходе поездки в Кузбасс в марте 2021 г.
В феврале 2021 года эксперт-регионовед Ринат Резванов, в ходе экономико-пространственного анализа развития Южно-Якутского угольного кластера, указал на проект развития тяжеловесного движения на Восточном полигоне для обеспечения экспорта якутских углей через российские дальневосточные порты (прежде всего, морпорт Ванино). При этом парк трёхсекционных тепловозов 3ТЭ25К2М в эксплуатационном депо Комсомольск-на-Амуре, с учётом осуществлённых в 2020 году поставок, к началу 2021 года должен быть доведён до плановых 42-х машин. Причины акцентировки внимания именно на них, по мнению Рината Резванова, довольно просты – это, пожалуй, на сегодня самые мощные на сети тепловозы. Ключевое их преимущество – в способности вести поезда в 7100 тонн без отцепок и подталкивания, что технологически выигрышно при проводке поездов по столь сложному профилю пути, как, например, от Комсомольска-на-Амуре до Ванино.
Для исполнения поставленных задач Дальневосточной дороге предстоит восполнить прогнозируемую до 2024 года потребность в локомотивных бригадах – а это приблизительно до 700 машинистов и более 400 помощников машиниста. Конечно, с соответствующей организацией сети домов отдыха локомотивных бригад и пунктов явки. Помимо прочего, проводка тяжеловесных поездов, помимо прочего, предъявляет повышенные требования к содержанию пути. По состоянию на 2021-й год на восточном плече БАМа сохраняется очень высокая доля пути со сверхнормативным пропущенным тоннажем.
Минтранс России сообщил об обеспечении в 2020 году суммарной провозной способности Восточного полигона на уровне 144 млн тонн. Таким образом, провозная способность БАМа и Транссиба на востоке страны возросла на 16,7% по отношению к базовому значению начала 2018-го. Суммарная пропускная способность на Восточном полигоне также увеличилась, достигнув уровня в 101 пару грузовых поездов ежесуточно (95 пар по состоянию на 2019 г.). Значение в 144 млн т заложено для министерства транспорта в качестве ключевого контрольного индикатора для транспортной части нацпроекта «КПМИ» на 2020 год для Восточного полигона. Этот же показатель сохранён за Минтрансом и на 2021-й год.
Весной 2021 года Минобороны РФ сообщило о направлении подразделений Железнодорожных войск на строительство объектов восточного плеча Байкало-Амурской магистрали. Привлечение Железнодорожных войск связано прежде всего с дефицитом как ресурсов строймеханизации, так и квалифицированных инженерных и рабочих кадров на объектах Восточного полигона. В конце 2020 года в отраслевом сообществе даже снова поднимался вопрос о возможной передаче полномочий РЖД по строительству, модернизации и развитию инфраструктуры в уполномоченную структуру. Ранее такие предложения периодически возникали, но необходимо признать: раз появившись, они столь же внезапно сходили на нет. Сколько в этом процессе от кулуарной борьбы за строительные подряды РЖД и сколько от действительных попыток рационализировать систему содержания и развития железнодорожной инфраструктуры – вопрос, остающийся в статусе риторического и требующий определённой выдержки по времени. То, что проект воссоздания «Минтрансстроя-2.0» на сегодня увязывается исключительно с существующим дефицитом финансирования инвестплана Восточного полигона, выглядит, мягко говоря, не совсем убедительно. За дискуссией «о деньгах» упускается из виду никуда так и не девшаяся проблема нехватки рабочих рук на стройобъектах Востока, равно как и соответствующих механизированных мощностей. Ещё в начале 2019 года Счётная палата заявляла о несоблюдении сроков строительства объектов на южносибирской линии Междуреченск – Тайшет: по 13 из 22 объектов они были продлены с 2016 до 2020 года. Объём неосвоенных средств на тот момент достиг 12,5 млрд руб. К примеру, реконструкция Козинского виадука на Красноярской железной дороге должна была завершиться не в середине декабря 2020 года, а ещё тремя годами раньше – в 2017-м. В то же самое время был инициирован вопрос о привлечении личного состава и техники Железнодорожных войск на Восточном полигоне, а в 2020-м году РЖД сообщили о нехватке 5 тыс. строителей вдобавок к уже занятым 9,3 тыс. человек на стройобъектах Транссиба и БАМа. Аргумент в пользу отказа от распыления строительно-механизированных мощностей и квалифицированного персонала оказался в числе решающих и для временно замороженного субарктического проекта Северного широтного хода

## Европа — Западный Китай
Огромное внимание уделяется созданию международного транспортного коридора (МТК) Европа — Западный Китай, которое ведётся в рамках одноимённого федерального проекта. По территории России международный транспортный маршрут Европа — Западный Китай пройдёт от Санкт-Петербурга через Москву, Нижний Новгород, Казань и Оренбург до Сагарчина на границе с Казахстаном. Его общая протяжённость составляет около 2,3 тыс. км. В сам маршрут включены трасса М-11 Москва — Санкт-Петербург, строящаяся Центральная кольцевая автодорога (ЦКАД, пусковые комплексы номер 3 и 4) и новая автотрасса Москва — Казань.
Новая платная автомобильная дорога Москва — Казань (М-12), которая обеспечит скоростной проезд между столицей России и республиканским центром. Её маршрут пройдёт через Владимирскую и Нижегородскую области, Чувашию и Татарстан (Владимир — Муром — Арзамас — Сергач — Канаш — Шали).

К 2030 году трассу решено продлить до Екатеринбурга. Соответствующее распоряжение Минтрансу РФ дал премьер-министр Михаил Мишустин. По словам Мишустина, в перспективе это позволит замкнуть транспортный маршрут «Европа — Западный Китай» и обеспечить по нему бесперебойный транзит товаров и грузов. 

«Экономия времени в пути на всём участке от Казани до Екатеринбурга составит 12 часов, а от Казани до Москвы можно будет доехать за 6,5 часов с разрешённой скоростью 130 км/ч», — отметил вице-премьер РФ Марат Хуснуллин.
Благодаря реализации всех планов по строительству МТК также сократится время в пути от Москвы до Самары — с 16 до 8 часов. Для этого в Самарской области в рамках нацпроекта построят транспортный обход Тольятти, в составе которого важное место занимает мостовой переход через Волгу. Его длина — 3,7 км, а вместе с автоподходами — около 100 км.

## Коммуникации между центрами экономического роста
В рамках указанного проекта в составе федеральных трасс планируется построить 12 транспортных обходов крупных городов, в том числе Иванова, Нижнего Новгорода, Анапы, Волгограда, Оренбурга, Владикавказа, Гудермеса и Усолья-Сибирского.
На региональных дорогах также построят два участка в объезд Тольятти и Боброва.
Помимо этого, проект предполагает сокращение времени в пути между областными центрами и увеличение пропускной способности загруженных участков — для этого федеральные дорожники устраняют одноуровневые пересечения автомобильных и железных дорог, возводя путепроводы. После ввода в строй всех объектов, а их всего 21, на 122 часа в сутки уменьшится простой автотранспорта на пересечениях автомобильных и железных дорог. Также ведётся работа по расширению «бутылочных горлышек» и строительству новых мостов. Яркий пример: мост через Марху в Якутии — важное звено в создании беспрепятственного круглогодичного проезда на участке федеральной трассы А-331 «Вилюй» от Якутска до Мирного.

## Развитие региональных аэропортов и маршрутов
Проект предусматривает реконструкцию 68 объектов в 66 аэропортовых комплексах, в том числе строительство и реконструкцию 48 взлётно-посадочных полос.
Так, в 2019 году открыт новый аэропорт «Гагарин» в Саратове. Он рассчитан на приём 1 млн пассажиров в год, этой цифры гендиректор «Аэропортов регионов» Чудновский рассчитывает достичь в 2021 году. Старый аэропорт Саратова в 2018 году принял только 426 тыс. человек. В январе 2020 года аэропорт в соответствии с постановлением правительства РФ получил статус узлового, что, согласно тексту постановления, позволит ему «расширить маршрутную сеть …, в том числе с использованием субсидий для осуществления полетов в аэропорты, расположенные на территории разных субъектов РФ».
Международный аэропорт «Гагарин» расположен у села Сабуровка Саратовского района в 30 километрах от Саратова. «Гагарин» стал вторым в новейшей истории России построенным с нуля крупным аэропортом.
Ведутся работы по реконструкции аэропорта «Толмачёво» в Новосибирске. Запланированный объём государственного финансирования проекта составит 8,9 млрд рублей. Срок ввода объекта — 2023 год. Осуществляется реконструкция аэропортов Перми и Великого Устюга. В 2021 году начнётся реконструкция семи аэропортов Арктической зоны.
«В 2021 году начнется реконструкция семи аэропортов, а в 2022 году — еще четырех. Все предусмотренные проекты должны быть завершены в срок до конца 2024 года», — сообщили в Росавиации. 
Так, в 2019 году начаты строительно-монтажные работы по аэропортам Нерюнгри, Олекминск, Сеймчан, Жиганск и Верхневилюйск, а также — проектно-изыскательские работы по аэропортам Маган, Полярный и Усть-Нера. Реконструкция аэропортов Севера — одна из задач федерального проекта «Развитие региональных аэропортов и маршрутов», входящего в Комплексный план модернизации и расширения магистральной инфраструктуры (КПМИ) до 2024 года.

## Высокоскоростное железнодорожное сообщение (ВСМ)
Проект предполагает строительство ВСМ Москва ― Санкт-Петербург, завершение проектирования этого объекта намечено на 2023 год. В ходе согласования проекта будет принято решение по оптимальному варианту трассировки, а также способу интеграции ВСМ в транспортную систему Москвы и Санкт-Петербурга. Запуск магистрали должен состояться в 2026 году. 

 ― Принято решение проектировать ВСМ Москва — Санкт-Петербург, потому что именно это направление даёт наибольший пассажиропоток. Вопрос ведь в том, при каком пассажиропотоке проект быстрее окупится. Сейчас идет переформатирование плана. Но точно можно сказать, что частью ВСМ станет заход с Крюкова в Москву — это МЦД-3. МЦД-3 уже строится, дальше идет определение трассировки, также обсуждается вопрос захода в Санкт-Петербург. Со стороны Москвы идет проектирование и строительство, со стороны Санкт-Петербурга прорабатывается трассировка и рассчитывается стоимость этих работ .— вице-премьер РФ Марат Хуснуллин в интервью газете «Ведомости»
Реализацию проекта высокоскоростной железнодорожной магистрали (ВСМ) Москва — Казань отложили из-за высокой стоимости. Кроме того, пока не подтверждён пассажиропоток.

## Морские порты России
В рамках реализации проекта планируется нарастить мощность крупнейших портов Арктического, Дальневосточного, Каспийского, Азово-Черноморского и Балтийского бассейнов за счёт строительства новых и реконструкции существующих объектов портовой инфраструктуры. Также завершится строительство угольного перегрузочного комплекса в бухте Мучке Хабаровского края, угольного терминала «Лавна» в Мурманской области и морского международного грузопассажирского района в г. Пионерский Калининградской области. Кроме того, проект предполагает обновление ледокольного флота.
В июне 2020 года открыто грузовое сообщение на строящемся терминале ООО «Ультрамар» в морском порту Усть-Луга в Ленобласти. Реализованный проект позволит таким компаниям, как «ФосАгро», «Уралхим», «Металлоинвест» и другим обеспечить дальнейшее увеличение экспортного грузопотока минеральных удобрений отечественного производства с использованием современной российской портовой инфраструктуры.

## Северный морской путь
Проект направлен на увеличение грузооборота по Севморпути до 80 млн тонн к 2025 году. Одним из важнейших объектов портовой инфраструктуры станет терминал сжиженного природного газа и стабильного газового конденсата «Утренний» в Обской губе Карского моря.
В июле 2020 года состоялось подписание госконтракта на строительство объектов федеральной собственности «Терминал сжиженного природного газа и стабильного газового конденсата „Утренний“. Этапы 2,3,11,13.1,13.2,15» между ФГУП «Гидрографическое предприятие» (входит в Госкорпорацию «Росатом») и АО «Межрегионтрубопроводстрой» (МРТС). Стоимость работ составит 95,7 млрд рублей. Строительство терминала должно быть завершено в 2022 году. Работы будут выполняться в крайне сжатые сроки (период без ледовой навигации в месте проведения работ составляет 60-70 календарных дней в году).

## Внутренние водные пути
Федеральный проект предусматривает строительство Багаевского и Нижегородского гидроузлов, реконструкция объектов инфраструктуры Канала имени Москвы, обновление флота, обслуживающего внутренние водные пути.

## Транспортно-логистические центры
Целью указанного федерального проекта является формирование к 2024 году сети транспортно-логистических центров суммарной мощностью не менее 51,6 млн тонн, которая позволит обеспечить рост средней коммерческой скорости товародвижения на железнодорожном транспорте к 2024 году до 440 км в сутки.
В общей сложности планируется построить 10 транспортно-логистических центров (ТЛЦ) на ключевых направлениях грузового сообщения, включая подходы к портам Балтийского, Тихоокеанского и Азово-Черноморского бассейн.Так, например, в Калужской области в рамках федерального проекта «Транспортно-логистические центры», входящего в транспортную часть КПМИ, при взаимодействии Минтранса России, правительства Калужской области, ОАО «РЖД» и акционерного общества «Фрейт Вилладж Калуга» будет сформирован узловой грузовой мультимодальный транспортно-логистический центр в составе опорной сети.

## Реализация
По итогам работы морского и внутреннего водного транспорта в 2019 году объём перевозок грузов через порты и пункты в акватории Северного морского пути составил 31 531, 2 тыс. тонн, в том числе транзитных грузов 697,3 тыс. тонн. Реализация инвестиционных проектов в морских портах Мурманск, Калининград, Новороссийск, Восточный обеспечила прирост портовых мощностей России на 25,95 млн тонн. По состоянию на 1 ноября 2019 года кассовое исполнение расходов федерального бюджета по 6 федеральным проектам составило 216 905,5 млн рублей (57,3 %).
В октябре 2020 года ряд российских компаний взяли на себя обязательства по перевозке к 2024 году по Северному морскому пути 73,9 миллионов тонн грузов: ПАО «Газпром нефть» — 6,7 млн тонн, ПАО «Новатэк» — 35,5 млн тонн, ПАО ГМК «Норильский никель» —1,7 млн тонн, ПАО «НК «Роснефть» — 30 млн тонн.
По итогам 2020 года грузооборот по Северному морскому пути вырос на 4,7%. Если в 2019 году он составлял 31,1 миллиона тонн, то в 2020 — около 33 миллиона тонн.
В феврале 2021 распоряжением премьер-министра Михаила Мишустина КПМИ был дополнен мероприятиями по модернизации Приморской ГРЭС, увеличении мощности Партизанской ГРЭС, строительству электростанции в Бодайбинском районе и двух энергоблоков Нерюнгринской ГРЭС.
В марте 2021 года заместитель генерального директора ОАО «РЖД» Сергей Павлов сообщил о том, что компания технически и технологически готова к исполнению задачи по строительству ВСМ Москва—Санкт-Петербург. По его словам, возведение самых сложных участков ВСМ — заходов в Москву и Санкт-Петербург начнётся в 2022 году. К строительству самой трассы РЖД планирует приступить в 2023 году.